# كريس بيكر (مهندس)
كريس بيكر (بالإنجليزية: Chris Baker)‏ هو مهندس أمريكي، ولد في 29 نوفمبر 1969.